# 해요와 해요
《해요와 해요》는 EBS 1TV에서 2020년 4월 27일부터 현재까지 방영된 유아·어린이 프로그램이다.

## 제작 의도
- 해요와 해요는 예술, 미술, 탐험, 노래, 영어, 철학 등을 통해서 통합과정으로 한 프로그램이다.

## 방송 일정
| 방송 기간                                                                           | 방송 시간                                                                     |
| ----------------------------------------------------------------------------------- | ----------------------------------------------------------------------------- |
| 2020년 2월 17일 ~ 2020년 2월 21일 (파일럿 편성)                                     | 매주 월~금요일 오전 8:20 (딩동댕 유치원 재방) 매주 월~금요일 오후 5:20 (본방) |
| 2020년 4월 27일 ~ 2020년 7월 24일 (시즌1) 2020년 8월 10일 ~ 2020년 8월 21일 (시즌2) | 매주 월~금요일 오전 8:20 (딩동댕 유치원 재방) 매주 월~금요일 오후 3:00 (본방) |
| 2020년 8월 24일 ~ 2021년 3월 26일 (시즌2)                                           | 매주 월~금요일 오전 8:20 (딩동댕 유치원 재방) 매주 월~금요일 오후 4:50 (본방) |
| 2021년 4월 2일 ~ 현재 (시즌2)                                                       | 매주 금요일 오후 4:50 (본방)                                                  |

## 캐릭터 소개
- 양동동
- 여재재
- 강모모

## 요일별 코너

### 금요일
- 탐험해요

## 결방 안내

### 2020년
- 2월 13일 : 《노래기차 딩동》으로 특급 편성 후 이동

## 같이 보기
- EBS
- 어린이 프로그램